# Менади
Менади (от старогръцки: μαινάδες – „беснеещи“) – жените от кортежа на бог Дионис.
Менадите, наричани от римляните „вакханки“, са изобразявани като жени, които тичат след Дионис с развети коси, полуголи, държат в ръка тирс и проглушават гори и планини с викове. Според преданието те разкъсали Орфей, за да го накажат за неговото презрение към тях. Според друга версия, причина за гнева им бил отказът на Орфей да признае култа към Дионис и увлечението му по култа към Аполон.

Дионис не им простил това и ги превърнал в дървета.
- „Вакханка“ – картина от Уилям Адолф Бугеро, 1894 г.
- Пръстен с изображение на менада, Гърция, III–II век пр. Хр.
- Танцуваща менада
- Римско копие на танцуваща менада, около 425-400 г. пр. Хр.
- Римска фреска от Помпей, I век
- Бягаща менада с тирс в едната ръка и пантера в другата; античен киликс, изпълнен в стила на вазовата живопис на бял фон.
- Фреска от Помпей
- Събиране на реколтата от сатири и менади (VI в. пр. Хр.)

## В изкуството
- Вакханки (трагедия от Еврипид)